# Telmatochromis
Telmatochromis es un género de peces de la familia Cichlidae y de la orden de los Perciformes. Es endémico del lago Tanganyika en África Oriental.

## Especies
- Telmatochromis bifrenatus Myers, 1936
- Telmatochromis brachygnathus Hanssens & Snoeks, 2004
- Telmatochromis brichardi Louisy, 1989
- Telmatochromis burgeoni Poll, 1942
- Telmatochromis dhonti Boulenger, 1919
- Telmatochromis temporalis Boulenger, 1898
- Telmatochromis vittatus Boulenger, 1898